# ديف موريسون
ديف موريسون (بالإنجليزية: Dave Morrison)‏ (3 فبراير 1957 بسياتل في الولايات المتحدة - ) هو لاعب كرة قدم معتزل أمريكي في مركز حراسة المرمى. لعب مع لوس أنجلوس أزتكس.